# Цортен
Цортен (нем. Zorten) — деревня в Швейцарии, в кантоне Граубюнден. Входит в состав коммуны Вац региона Альбула.
Цортен расположен в горном ущелье примерно в 15 км к югу от города Кур. В непосредственной близости находятся деревни Лайн и Мульдайн
В деревне Цортен расположена церковь святого Доната, построенная в 1874—1875 годах.

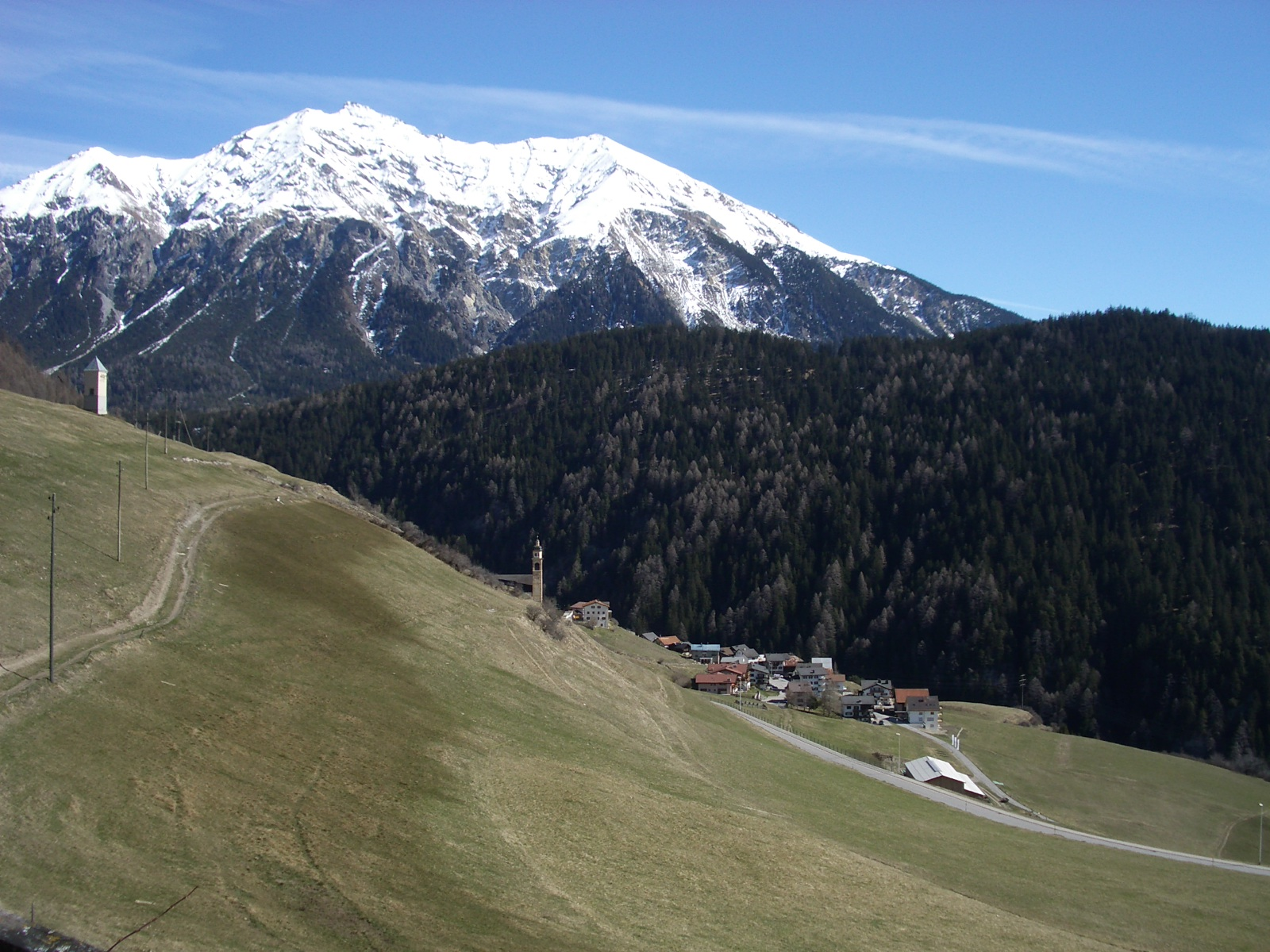
Цортен с горной террасы
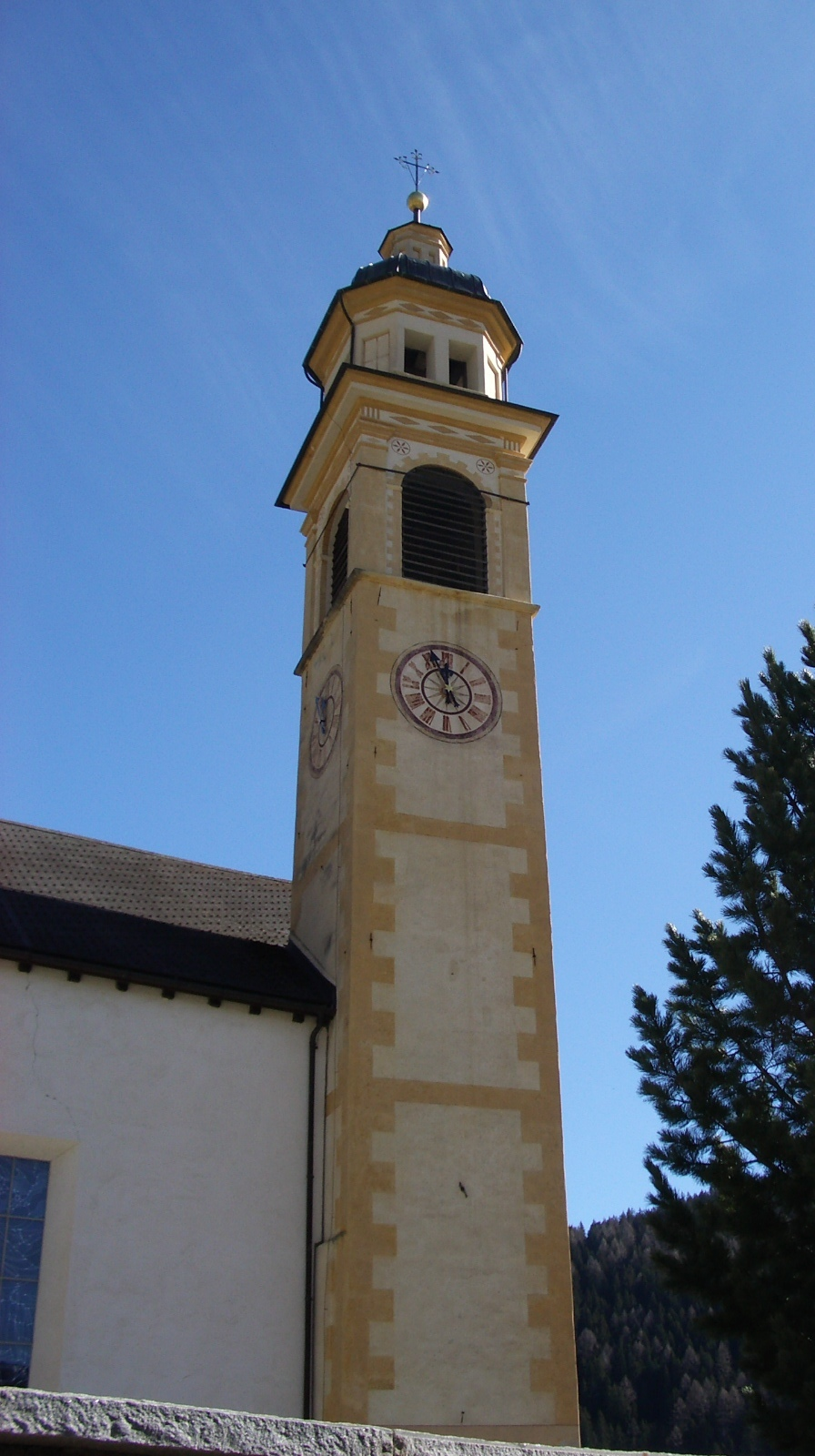
Церковь святого Доната